# Кубок Узбекистана по футболу 2021
Кубок Узбекистана по футболу 2021 года (узб. Футбол бўйича 2021-йилги Ўзбекистон Кубоги) — 29-й сезон ежегодного футбольного турнира Кубка Узбекистана. Спонсором турнира была компания «Coca-Cola». Победителем стал клуб «Насаф».

## Групповой этап

### A
| № | Клуб        | Игры | Победы | Ничьи | Поражения | Забитые | Пропущенные | +/- | Очки | Квалификация |
| - | ----------- | ---- | ------ | ----- | --------- | ------- | ----------- | --- | ---- | ------------ |
| 1 | Локомотив   | 3    | 3      | 0     | 0         | 9       | 2           | +7  | 9    | 1/8 финала   |
| 2 | Туран       | 3    | 2      | 0     | 1         | 5       | 3           | +2  | 6    | 1/8 финала   |
| 3 | Андижан     | 3    | 0      | 1     | 2         | 2       | 4           | −2  | 1    |              |
| 4 | Арал самали | 3    | 0      | 1     | 2         | 3       | 10          | −7  | 1    |              |

Источник: Soccerway

### B
| № | Клуб     | Игры | Победы | Ничьи | Поражения | Забитые | Пропущенные | +/- | Очки | Квалификация |
| - | -------- | ---- | ------ | ----- | --------- | ------- | ----------- | --- | ---- | ------------ |
| 1 | Динамо   | 3    | 2      | 1     | 0         | 9       | 2           | +7  | 7    | 1/8 финала   |
| 2 | Сурхан   | 3    | 2      | 0     | 1         | 9       | 7           | +2  | 6    | 1/8 финала   |
| 3 | Нурафшон | 3    | 0      | 2     | 1         | 5       | 8           | −3  | 2    |              |
| 4 | Гиждуван | 3    | 0      | 1     | 2         | 4       | 10          | −6  | 1    |              |

Источник: Soccerway

### D
| № | Клуб     | Игры | Победы | Ничьи | Поражения | Забитые | Пропущенные | +/- | Очки | Квалификация |
| - | -------- | ---- | ------ | ----- | --------- | ------- | ----------- | --- | ---- | ------------ |
| 1 | Навбахор | 3    | 3      | 0     | 0         | 6       | 1           | +5  | 9    | 1/8 финала   |
| 2 | Олимпик  | 3    | 2      | 0     | 1         | 9       | 3           | +6  | 6    | 1/8 финала   |
| 3 | Актепа   | 3    | 1      | 0     | 2         | 6       | 9           | −3  | 3    |              |
| 4 | Заамин   | 3    | 0      | 0     | 3         | 3       | 11          | −8  | 0    |              |

Источник: Soccerway

### E
| № | Клуб     | Игры | Победы | Ничьи | Поражения | Забитые | Пропущенные | +/- | Очки | Квалификация |
| - | -------- | ---- | ------ | ----- | --------- | ------- | ----------- | --- | ---- | ------------ |
| 1 | Насаф    | 3    | 1      | 2     | 0         | 7       | 3           | +4  | 5    | 1/8 финала   |
| 2 | Согдиана | 3    | 1      | 2     | 0         | 7       | 4           | +3  | 5    | 1/8 финала   |
| 3 | Бунёдкор | 3    | 1      | 2     | 0         | 12      | 2           | +10 | 5    | 1/8 финала   |
| 4 | Рубин    | 3    | 0      | 0     | 3         | 1       | 18          | −17 | 0    |              |

Источник: Soccerway

### F
| № | Клуб        | Игры | Победы | Ничьи | Поражения | Забитые | Пропущенные | +/- | Очки | Квалификация |
| - | ----------- | ---- | ------ | ----- | --------- | ------- | ----------- | --- | ---- | ------------ |
| 1 | Машал       | 3    | 2      | 0     | 1         | 6       | 4           | +2  | 6    | 1/8 финала   |
| 2 | Металлург   | 3    | 2      | 0     | 1         | 5       | 2           | +3  | 6    | 1/8 финала   |
| 3 | Янгиер      | 3    | 1      | 0     | 2         | 2       | 5           | −3  | 3    |              |
| 4 | Коканд 1912 | 3    | 1      | 0     | 2         | 4       | 6           | −2  | 3    |              |

Источник: Soccerway

### G
| № | Клуб     | Игры | Победы | Ничьи | Поражения | Забитые | Пропущенные | +/- | Очки | Квалификация |
| - | -------- | ---- | ------ | ----- | --------- | ------- | ----------- | --- | ---- | ------------ |
| 1 | Шуртан   | 3    | 2      | 1     | 0         | 5       | 1           | +4  | 7    | 1/8 финала   |
| 2 | Кызылкум | 3    | 2      | 0     | 1         | 5       | 2           | +3  | 6    | 1/8 финала   |
| 3 | Нефтчи   | 3    | 1      | 1     | 1         | 3       | 2           | +1  | 4    | 1/8 финала   |
| 4 | Хорезм   | 3    | 0      | 0     | 3         | 3       | 11          | −8  | 0    |              |

## 1/8 финала
| Дата               | Время         | Хозяева  | Счёт               | Гости     | Голы | Стадион                      | Город     | Судья               |
| ------------------ | ------------- | -------- | ------------------ | --------- | --- | ---------------------------- | --------- | ------------------- |
| 17.08.2021         | 19:00 (UTC+5) | Сурхан   | 1 – 0              | Машал     | Захир Пиримов 6'                                                                                                  | Спортивный комплекс Сурхан   | Термез    | Фаррух Янсупов      |
| 18.08.2021         | 19:00 (UTC+5) | Шуртан   | 1 – 2              | Кызылкум  | Маруф Джумаев 12' Ислам Кенжабоев 56', 61' (п)                                                                    | Стадион "Гузор"              | Гузор     | Хусан Музаффаров    |
| 18 августа 2021 г. | 19:00 (UTC+5) | Динамо   | 2 – 2 (пен. 3 – 5) | Олимпик   | Рузимбой Ахмедов 68' Дмитрий Сидоренко 120' Русланбек Жиянов 65' Эльдорбек Бегимов 95'                            | Динамо                       | Самарканд | Рустам Чориев       |
| 19 августа 2021 г. | 19:00 (UTC+5) | Насаф    | 5 – 2              | Металлург | Андрия Калужерович 12', 54' Хусаин Норчаев 66', 75', 86' Камолиддин Таджиев 33' Дилшод Рахматуллаев 43'           | Металлург                    | Бекабад   | Илья Ильин          |
| 19 августа 2021 г. | 19:00 (UTC+5) | Пахтакор | 1 – 0              | Турон     | Ходжимат Эркинов 90+1'                                                                                            | Центральный стадион Пахтакор | Ташкент   | Шавкат Насибуллаев  |
| 19-avgust 2021-yil | 19:00 (UTC+5) | АГМК     | 6 – 1              | Нефтчи    | Мартин Боакье 10', 36', 66' Элвин Фортес 30' Санджар Турсунов 55' Абдулло Олимов 77' (автогол) Александр Ешич 28' | АГМК                         | Алмалык   | Гайрат Джураев      |
| 20 августа 2021 г. | 19:00 (UTC+5) | Бунёдкор | 1 – 0              | Навбахор  | Фаррух Икрамов 42'                                                                                                | Стадион Бунедкор             | Ташкент   | Вадим Агишев        |
| 20 августа 2021 г. | 19:00 (UTC+5) | Согдиана | 2 – 1              | Локомотив | Аюбхон Нумонов 20' Джавахир Кахраманов 90+4' Диёр Турапов 43'                                                     | Согдиана                     | Джизак    | Виктор Серазитдинов |

## Четвертьфинал
| Дата                 | Время         | Хозяева  | Счёт  | Гости    | Голы                                                                                         | Стадион            | Город   | Зрители | Судья                   |
| -------------------- | ------------- | -------- | ----- | -------- | -------------------------------------------------------------------------------------------- | ------------------ | ------- | ------- | ----------------------- |
| 20 октября 2021 года | 19:00 (UTC+5) | Олимпик  | 0 – 1 | Пахтакор | Анзур Исмаилов 84'                                                                           | Джар               | Ташкент | 1 266   | Абдурашид Худайберганов |
| 20 октября 2021 года | 19:00 (UTC+5) | АГМК     | 3 – 2 | Кызылкум | Хусниддин Гафуров 27', 73' Сардор Рахманов 90+3' Ислом Тухтаходжаев 56' Ислом Кенджабаев 82' | Стадион АГМК       | Алмалык | 131     | Шавкат Насибуллаев      |
| 20 октября 2021 года | 19:00 (UTC+5) | Бунёдкор | 2 – 1 | Сурхон   | Сухроб Иззатов 15' Иброхим Томива 64' Ислом Ташпулатов 77'                                   | Стадион АГМК       | Алмалык | 544     | Шавкат Насибуллаев      |
| 20 октября 2021 года | 19:00 (UTC+5) | Согдиана | 0 – 1 | Насаф    | Шохмалик Комилов 54'                                                                         | Стадион "Согдиана" | Джизак  | 2 450   | Ильгиз Танташев         |

## Полуфинал
| Дата                | Время         | Хозяева  | Счёт                | Гости | Голы                                               | Стадион                       | Город   | Зрители | Судья                  |
| ------------------- | ------------- | -------- | ------------------- | ----- | -------------------------------------------------- | ----------------------------- | ------- | ------- | ---------------------- |
| 24 ноября 2021 года | 19:00 (UTC+5) | АГМК     | 0 – 2               | Насаф | Алибек Давронов 94' Андрия Калуджерович 120+4' (п) | Стадион АГМК                  | Алмалык | 4 003   | Рахимбек Каримов       |
| 24 ноября 2021 года | 19:00 (UTC+5) | Пахтакор | 1 – 1 по пен. 5 – 4 | Насаф | Хуршид Гиясов 29' Хожимат Эркинов 41'              | Центральный стадион Пахтакора | Ташкент | 3 990   | Акобирходжа Шукруллаев |